# Vogelkoje

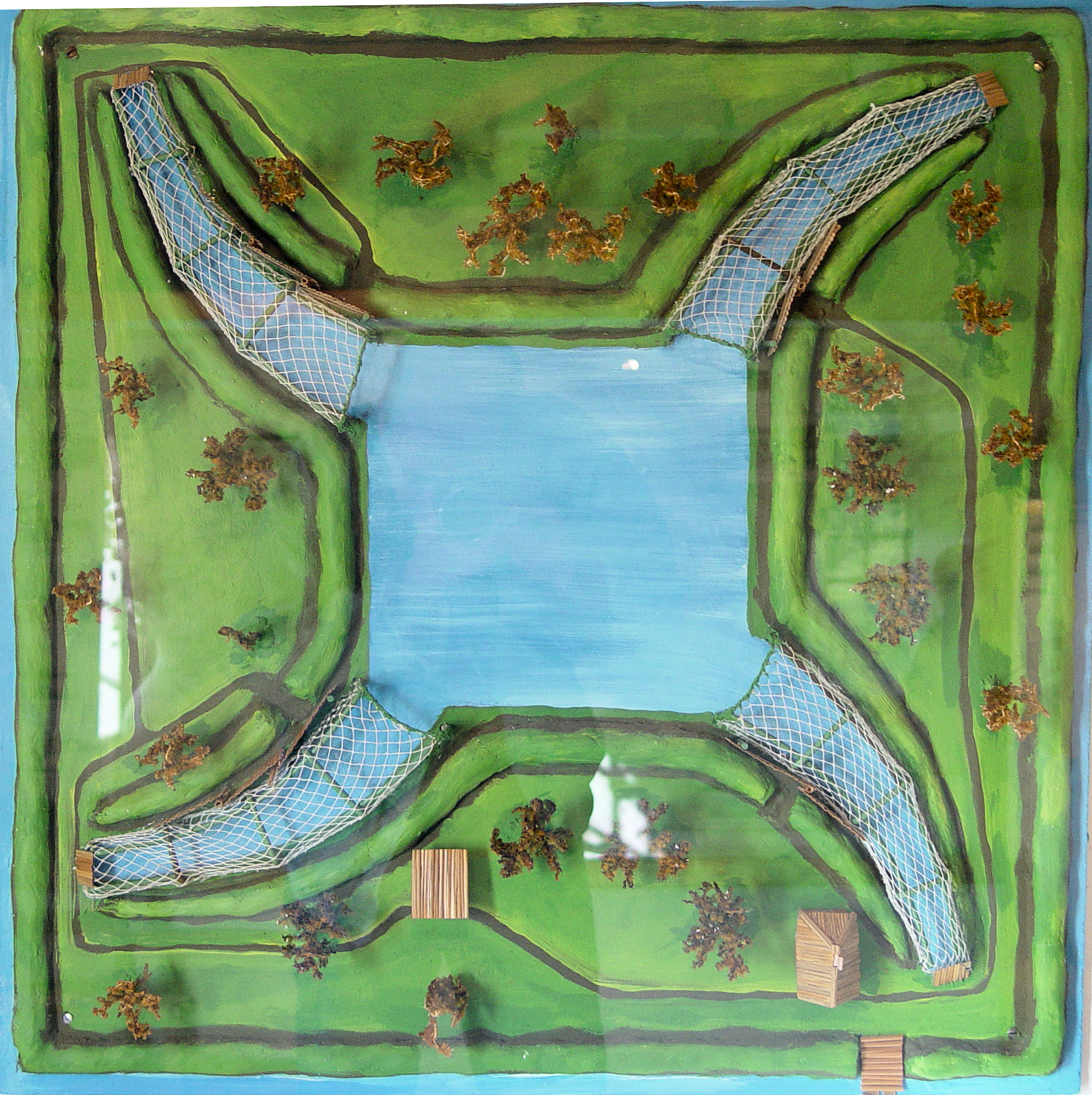
Schema einer Vogelkoje

Eine Vogelkoje (von niederländisch kooi „Käfig, Verschlag, Stall“, hochdeutsch Koje; auch Entenkoje, Entenkoy oder Entenfang) ist eine Einrichtung, die zum Fang von Wildenten dient.

## Aufbau und Funktion

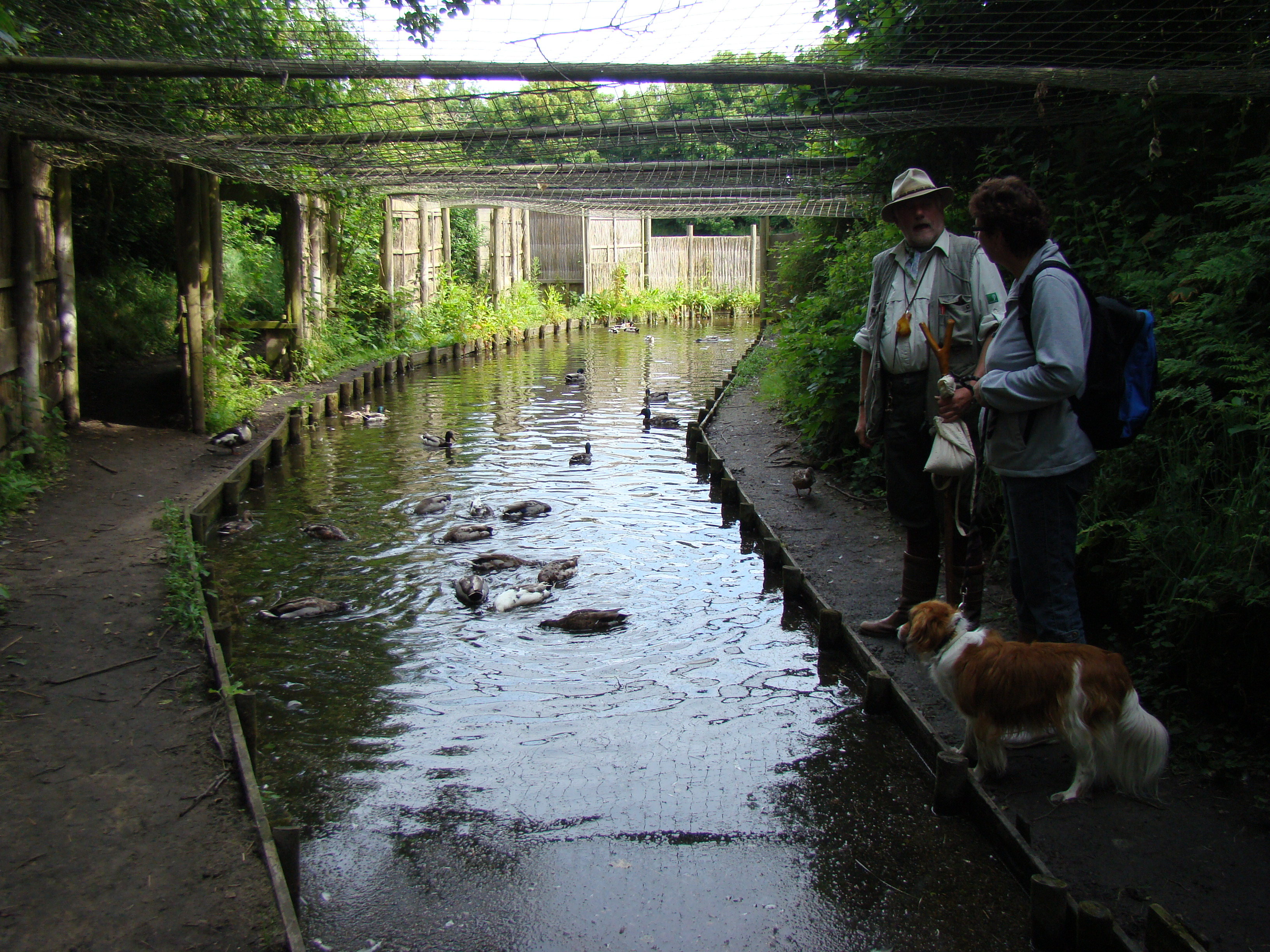
Vogelkoje auf Ameland mit Kojenmann und Kojenhund

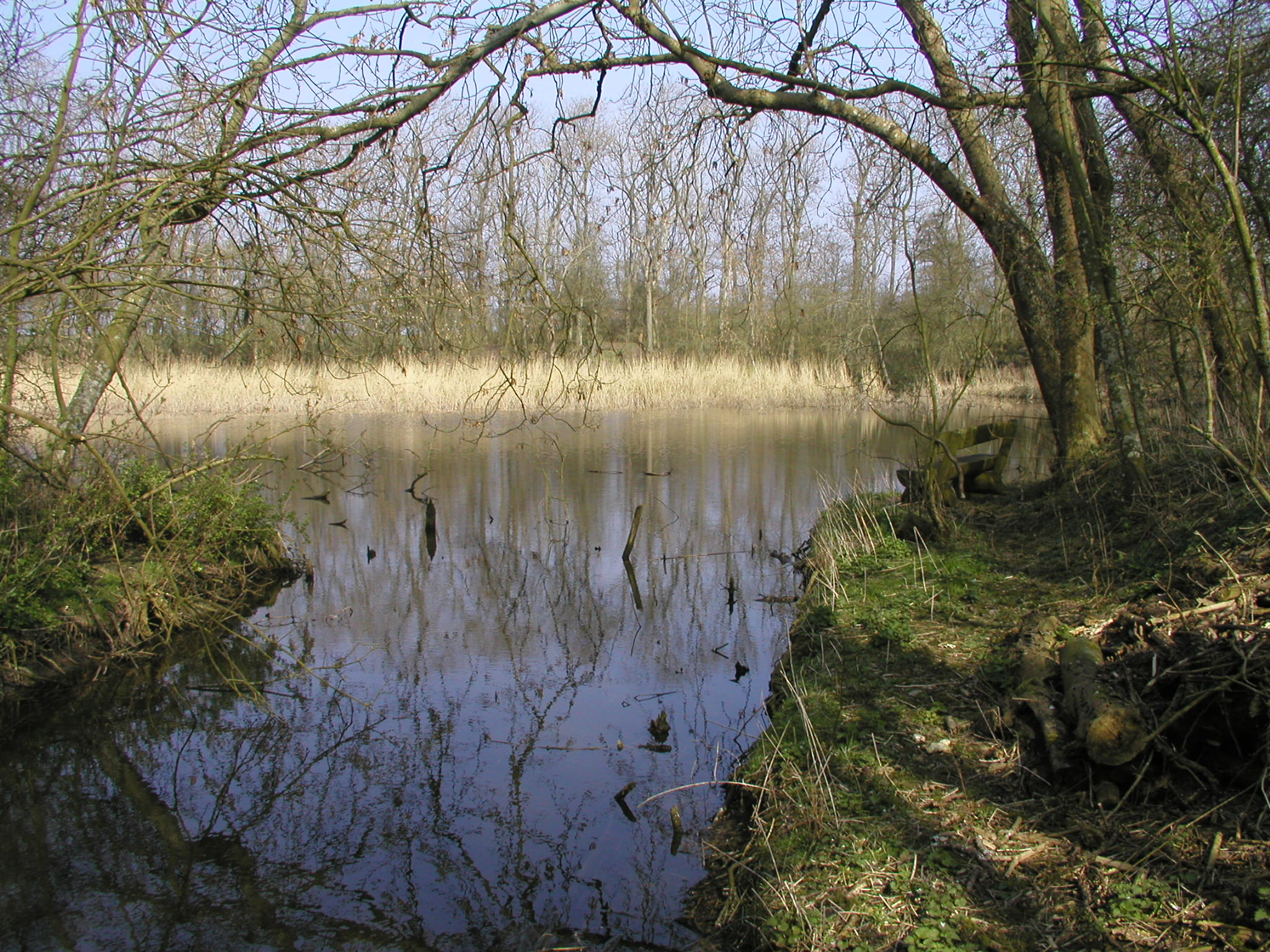
Vogelkoje im Ütermarkerkoog auf Pellworm

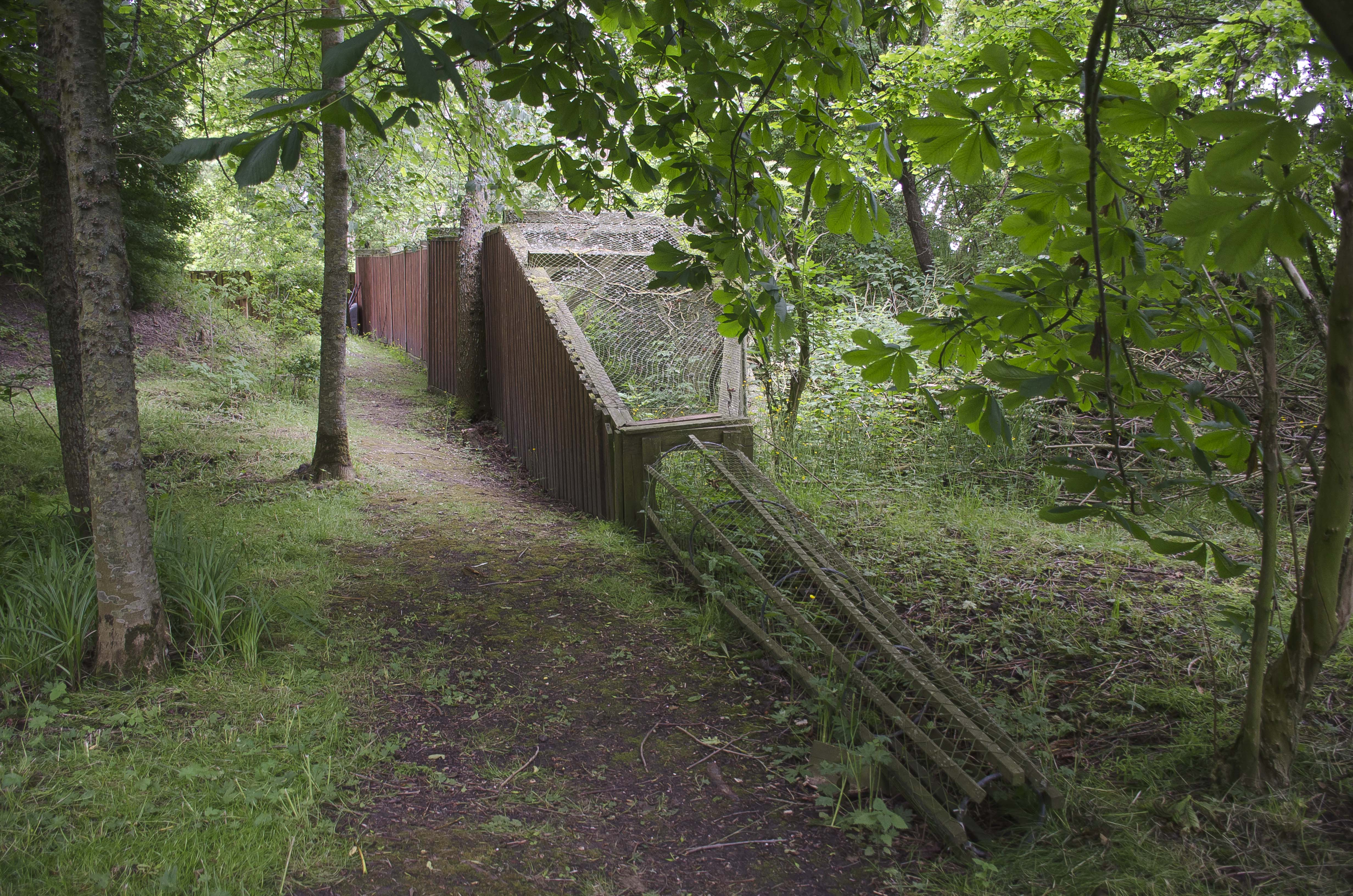
„Pfeife“ einer Vogelkoje (Nachbau, Nordstrand)

An den Ecken eines künstlichen Teichs wurden meist vier „Pfeifen“ angelegt, die mit Netzen überspannt wurden. Am Ende waren Reusen. Mit Hilfe von gezähmten Lockenten wurden während des Vogelzuges Wildenten in diese Reusen gelockt, wo sie vom Kojenmann oder Kojenwart, der die Koje wartet und betreut, „gekringelt“ bzw. „geringelt“ wurden, das heißt, sie wurden getötet durch Umdrehen des Halses. In den Niederlanden entstand eine besondere Hunderasse, das Nederlandse Kooikerhondje, die darauf abgerichtet waren, die Enten in die Pfeifen zu treiben. Auch anderorts wurden fuchsartige Hunde oder als Füchse verkleidete Hunde in den Entenkojen eingesetzt.
In den einzelnen Vogelkojen wurden Tausende Enten gefangen. So wurden in der Amrumer Vogelkoje Meeram zwischen 1867 und 1935 insgesamt 417.569 Enten gefangen (im Durchschnitt 17 Enten pro Tag), meist Spießenten, Pfeifenten und Krickenten. In der Alten Oevenumer Koje auf Föhr wurden zwischen 1730 und 1983 sogar 3.033.579 Enten gefangen (im Durchschnitt 33 Enten pro Tag). Die Arten, die gefangen wurden, variierten von Vogelkoje zu Vogelkoje.

## Geschichte
Entenkojen wurden in den Niederlanden bereits im 13. Jahrhundert eingerichtet. Es gab Tausende Entenkojen, die ein typisches Landschaftselement des Rhein-Maas-Deltas waren. Nach Angaben von 2008 haben sich 118 Anlagen im Delta erhalten, die heute oft dem Naturschutz dienen.
In England waren Entenkojen im 17. Jahrhundert fest etabliert. Es gab über 100 Entenkojen; die meisten lagen in einem etwa 50 Kilometer breiten Streifen längs der Ostküste des Landes. Oft wurden schon vorhandene Gewässer zu Entenkojen umgebaut. In den 1980er Jahren wurde eine noch vorhandene Koje in Abbotsbury (Dorset) zur Beringung von Enten genutzt.
Ab etwa dem 17. Jahrhundert erbauten Adelige auch Antenkojen im Münsterland, so zum Beispiel in Landersum. 1690 ließ der herzogliche Hof von Celle (Herzog Georg Wilhelm) in Boye eine Entenkoje errichten. Ebenfalls um 1690 entstand der Kleine Entenfängerteich, eine Entenfanganlage im Wildpark bei Potsdam.
Seit dem 18. Jahrhundert wurden nach niederländischem Vorbild auch auf den Nordfriesischen Inseln Vogelkojen eingerichtet. Schließlich gab es auf Föhr sechs, auf Sylt vier, auf Amrum und Nordstrand je zwei und auf Pellworm eine Vogelkoje. Auch auf der dänischen Wattenmeerinsel Fanø wurden Ende des 19. Jahrhunderts vier Vogelkojen angelegt. Die meisten Vogelkojen in Nordfriesland wurden im 20. Jahrhundert wieder geschlossen. Bis heute sind einige Vogelkojen erhalten; sie dienen meist touristischen Zwecken, zum Beispiel die Vogelkoje Meeram auf Amrum. Auf Föhr werden noch heute in einzelnen Vogelkojen Enten gefangen.
Am Oberrhein werden die Anlagen als Entenkoy oder Entenfang bezeichnet. Der badische Markgraf Ernst Friedrich nahm in den 1580er Jahren einen Entenkoy in Betrieb, der im Elfmorgenbruch bei Durlach lag. Der Entenkoy in Memprechtshofen wurde 1721 auf Initiative des letzten Grafen von Hanau-Lichtenberg, Johann Reinhard III., eingerichtet. Der zuletzt in privater Regie betriebene Entenkoy wurde 1932 auf Grund eines Erlasses des badischen Innenministeriums geschlossen. Staatlicherseits war man der Ansicht, dass diese Art des Entenfangs nicht mit waidmännischen Grundsätzen in Einklang stand. Nach Angaben von Robert Lauterborn, der Memprechtshofen mehrfach besuchte, wurden überwiegend Stockenten gefangen. Nach außen war die Anlage durch einen Wassergraben und einen hohen Bretterzaun abgeschirmt, da Wildenten schon durch geringe Störungen leicht vergrämt werden und den ihnen verdächtigen Platz dann tagelang meiden. Weitere Entenkoys befanden sich in Sandhofen bei Mannheim, in Biebesheim in Rheinhessen sowie in Guémar im Elsass.
Die Enten wurden nicht nur zum frischen Verzehr gefangen, sie wurden auch eingepökelt und in Fässchen exportiert. Auf Föhr und Amrum gab es jeweils eine Wildenten-Konservenfabrik für den Export. Die Konserven der Fabrik Heinrich Boysen in Wyk auf Föhr wurden auch als Spezialität auf den New-York-Fahrten der Hamburg-Amerika-Linie serviert.